# Miller's Girl

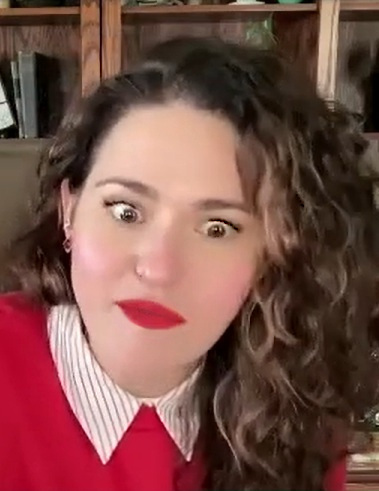
Scénariste et réalisatrice Jade Halley Bartlett en 2024

 (avril 2024).
Si vous disposez d'ouvrages ou d'articles de référence ou si vous connaissez des sites web de qualité traitant du thème abordé ici, merci de compléter l'article en donnant les références utiles à sa vérifiabilité et en les liant à la section « Notes et références ».
Pour plus de détails, voir Fiche technique et Distribution.
Miller's Girl est un film américain écrit et réalisé par Jade Halley Bartlett et sorti en 2024.

## Synopsis
Cairo Sweet, une jeune fille de 18 ans, vit seule dans le manoir de sa riche famille dans le Tennessee. Ses parents avocats sont en voyage d'affaires pendant qu'elle termine sa dernière année de lycée. Cairo suit le cours d'écriture créative du professeur Jonathan Miller. La jeune femme l'impressionne par ses vastes connaissances en littérature et sa familiarité avec le propre livre de Miller, Apostrophes and Ampersands. Écrivain raté, Miller n'a plus écrit depuis qu'il s'est marié et a commencé à enseigner. De plus, son mariage avec Beatrice, auteure à succès qui dédaigne le manque d'ambition de son mari, est au plus mal. Un lien particulier va se créer entre Cairo et son professeur.

## Fiche technique
Sauf indication contraire, les informations mentionnées dans cette section peuvent être confirmées par les bases de données cinématographiques IMDb et Allociné,  présentes dans la section « Liens externes ».
- Titre original : Miller's Girl
- Réalisation et scénario : Jade Halley Bartlett
- Musique : Elyssa Samsel
- Direction artistique : Nate Dahlkemper, Jordan W. Sayman
- Décors : Katie Laxton
- Costumes : Lauren Bott
- Photographie : Daniel Brothers
- Montage : Vanara Taing
- Production : Josh Fagen, Evan Goldberg, Mary-Margaret Kunze, Seth Rogen
  - Production déléguée : Jade Halley Bartlett, Martin Freeman, Bernie Stern
- Sociétés de production : Good Universe et Point Grey Pictures
- Société de distribution : Lionsgate Films
- Budget : 4 millions de dollars
- Pays de production :  États-Unis
- Langue originale : anglais
- Format : couleur
- Genre : thriller érotique, drame
- Durée : 93 minutes
- Date de sortie :
  - États-Unis : 26 janvier 2024
- Classification : 
  -  États-Unis : R (interdit aux moins de 17 ans non accompagnés)

## Distribution
- Martin Freeman (VFB : Philippe Allard) : Jonathan Albert Miller
- Jenna Ortega (VF : Emmylou Homs) : Cairo Sweet
- Bashir Salahuddin (en) (VFB : Emmanuel Dell'Erba) : Boris Fillmore
- Gideon Adlon : Winnie Black
- Dagmara Domińczyk (VFB : Sophie Landresse) : Beatrice June Harker
- Christine Adams : Joyce Manor